# آمورسکی (سرزمین آلتای)
آمورسکی (به لاتین: Amursky) یک منطقهٔ مسکونی در روسیه است که در سرزمین آلتای واقع شده‌است.